# Премія «Золота дзиґа» за внесок у розвиток українського кінематографа
Премія «Золота дзиґа» за внесок у розвиток українського кінематографа — одна з кінематографічних нагород, що надається Українською кіноакадемією в рамках Національної кінопремії «Золота дзиґа». Її присуджують українським кінематографістам, починаючи з церемонії Першої національної кінопремії 2017 року.
Першим переможцем у цій номінації стала акторка Лариса Кадочникова. Премію на церемонії Першої національної кінопремії, що відбулася 20 квітня 2017 року вручили кінознавець Сергій Тримбач і міністр культури України Євген Нищук.

## Переможці та номінанти
Нижче наведено список лауреатів, які отримали цю премію, а також номінанти. ★ Імена переможців виділені окремим кольором

## Список лауреатів
| Церемонії   | Кінематографіст | Кінематографіст         | Професія     |
| ----------- | --------------- | ----------------------- | ------------ |
| 1-ша (2017) |                 | ★ Лариса Кадочникова    | акторка      |
| 2-га (2018) |                 | ★ В'ячеслав Криштофович | кінорежисер  |
| 3-тя (2019) |                 | ★ Юрій Гармаш           | кінооператор |
| 4-та (2020) |                 | ★ Ада Роговцева         | акторка      |

## 2020-ті
| Церемонії    | Кінематографіст | Кінематографіст      | Професія                   |
| ------------ | --------------- | -------------------- | -------------------------- |
| 5-та (2021)  |                 | ★ Роман Балаян       | кінорежисер                |
| 2022         | не проводилась  | не проводилась       | не проводилась             |
| 6-та (2022)* |                 | ★ Євген Сивокінь     | художник-аніматор, режисер |
| 7-ма (2023)  |                 | ★ Андрій Загданський | кінорежисер                |
| 8-ма (2024)  |                 | ★ Сергій Тримбач     | кіносценарист              |